# Iniciálé

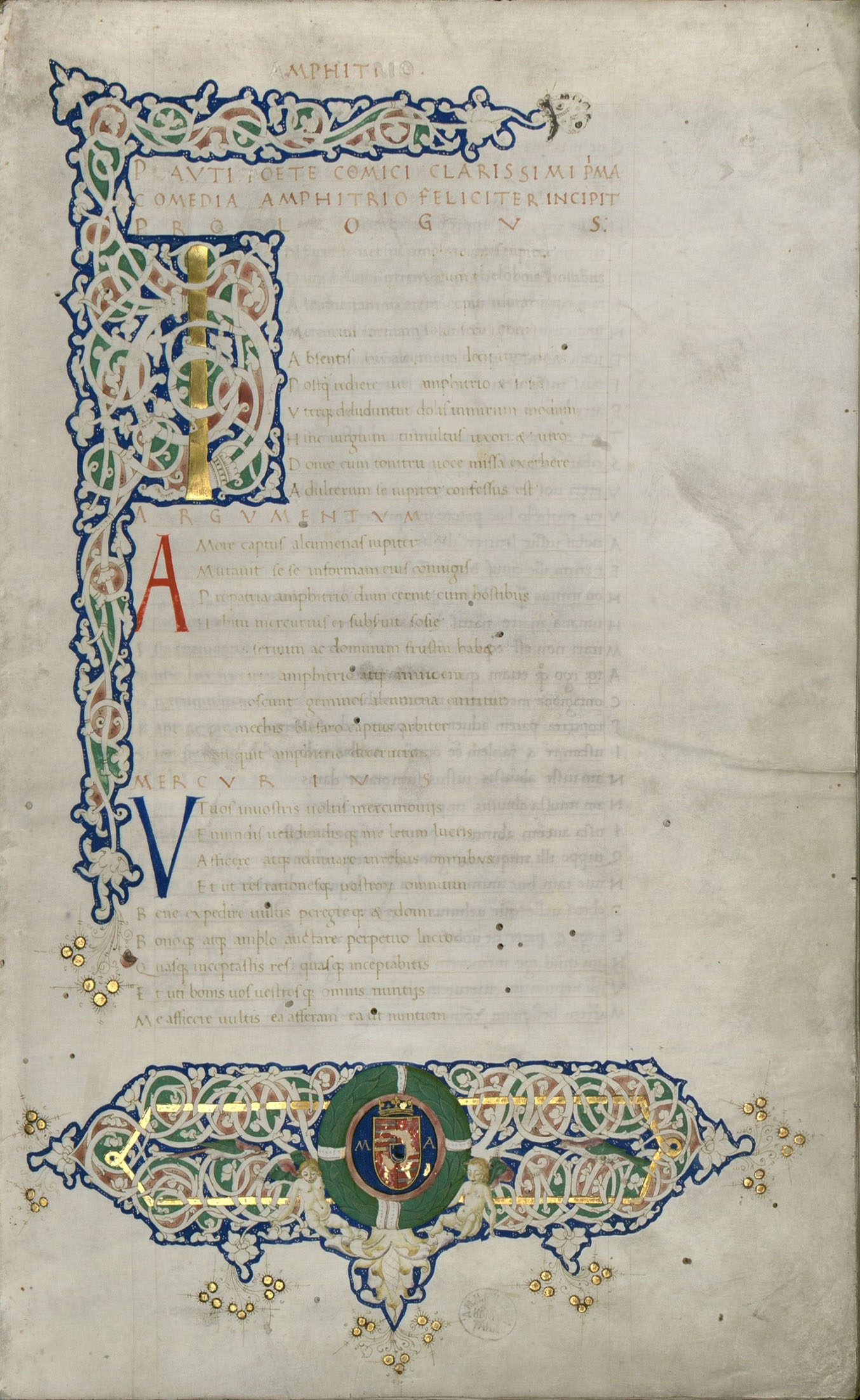
Egy Corvina díszes iniciáléja, Cod. Lat. 241 Titus Maccius Plautus: Comediae, 1459 előtt, Firenze, Pergamen

Írásos munkákban az iniciálé a mű, a fejezet vagy a bekezdés díszes vagy díszített első betűje, amely általában nagyobb a szöveg többi karakterénél.
Az iniciálé szó a latin initialis szóból származik, melynek jelentése elöl álló, kezdet.
Az iniciálék gyakran több sornyi magasak, a középkori kódexek és a korai nyomtatott könyvek fejezeteinek vagy bekezdéseinek élén figurákkal vagy jelenetekkel gazdagon díszítettek.

## Az iniciálék rövid története
A festői technika az ókor óta folyamatos művészi hagyományokon alapult, kezdetben gyakoriak voltak a színezett tollrajzok, míg később a kötőanyagos alapozásra színes fedőfestékkel dolgoztak, az aranyat is alapozás után rakták fel.
A klasszikus ókorból származó római szövegek gyakran nehezen értelmezhetőek, mivel akkoriban egyáltalán nem használtak nagybetűket és szóközöket. A késői ókorban már mindkettő elterjedt Itáliában: a normál méretnél akár kétszer is magasabb kezdőbetűket – mintegy kivágva a szövegből – a bal margóra helyezték (mint az a második képen is látható), a szöveg többi részét pedig melléje írták. 
A nagyság és díszítés által kiemelt kezdőbetű, a középkori könyvművészet egyik legjellegzetesebb alkotása. A szónak mintegy az ősi, képi jelentéséhez tért vissza: az írás, a díszítés és a képi ábrázolás közötti átmenetekkel.
A nyomtatás korai történetében a szedők üresen hagyták az iniciálék helyét, hogy később a miniatúrafestők megfesthessék a képeket. A nyomtatás fejlődésével az iniciálékat különálló metszett fa vagy fém blokkokkal nyomtatták. Sokszor díszítéskènt a bekezdés elején szerepelt.

## Iniciálék elkészítésének technikája
A scriptor a szöveg írása közben a képek számára üresen hagyta helyet, ahová estenként odaírták a kép tárgyát, majd megrajzolták a kontúrokat. Ezt követte először a nagyobb felületek, majd a finom részletek (kezek, arcok) megfestése, végül az aranyozás, melyhez aranyport vagy laparanyat használtak. 
A fedőfestékes technika – különösen aranyozással együtt – időigényes és drága volt, ezért főleg reprezentatív pergamenkódexekhez használták. A jóval olcsóbb tollrajzos technika elterjedtebb és minőségileg éppoly igényes volt: mind színezett, mind színezetlen típusai gyakoriak a késő középkori papírkódexekben, de előfordulnak pergamenkódexekben is.

## Iniciálék fajtái

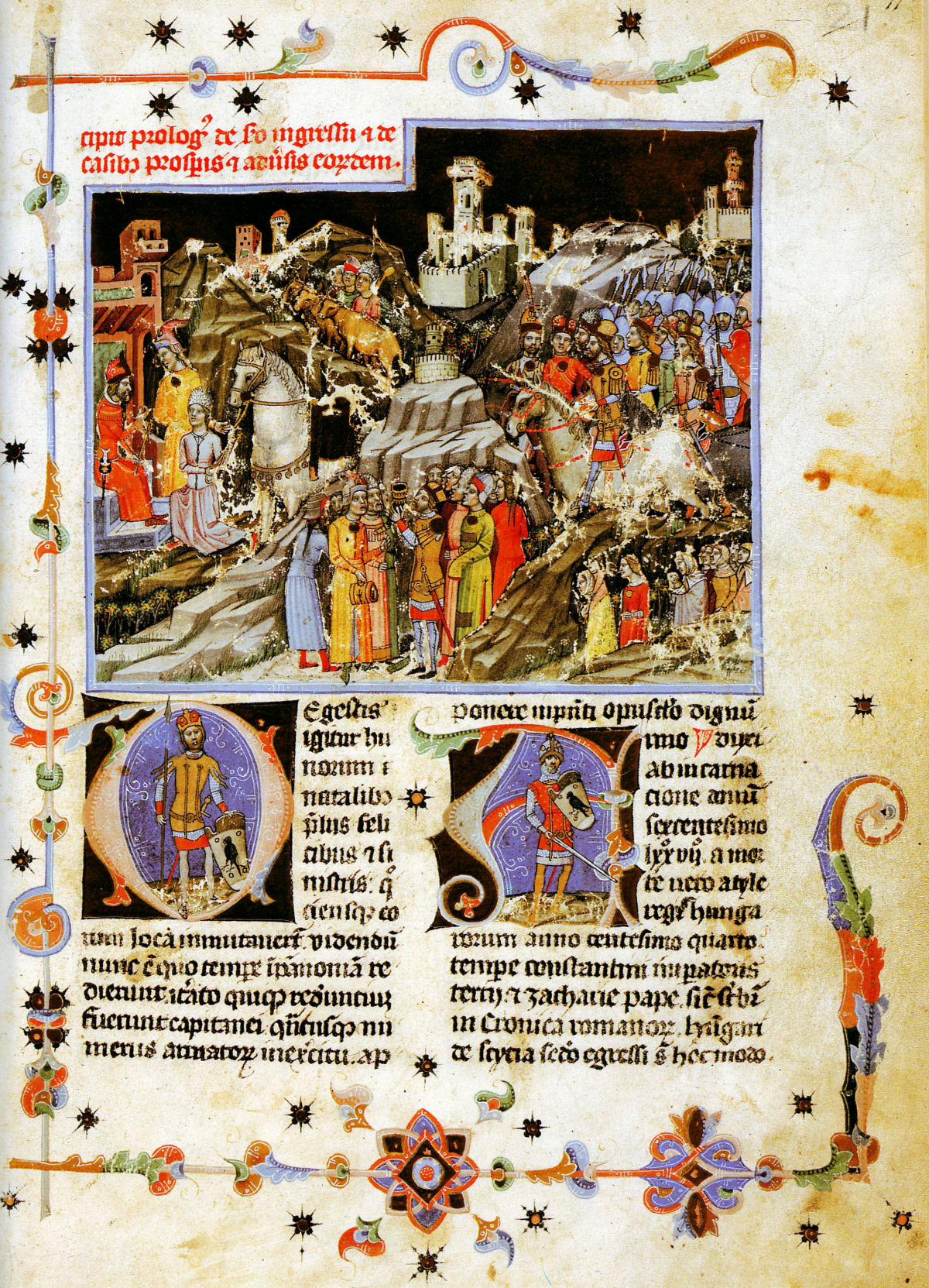
A Képes krónika 21. lapja a magyarok bejöveteléről Pannóniába

A könyvfestészeti díszítés – dekoratív funkcióján túl – nem csak tagolja a szöveget, hanem segíti a benne való tájékozódást is. A miniatúrák témájukat és funkciójukat tekintve lehetnek narratív jelenetek, devócionális képek és didaktikus ábrák.
Az iniciálé, azaz többé-kevésbé díszes kezdőbetű, állhat egyszerűen egy színes betűtestből, lehet ornamentális, ill. figurális díszítése, vagy akár ezek kombinációja. Az iniciálék mérete a szövegbetűk méretétől az egészoldalasig terjedhet: ilyenek bizonyos fontos iniciálék, mint például a Bibliát kezdő I (In principio…), a psalteriumok elején található B (Beatus vir…) vagy az insuláris kódexek Krisztus-monogramjai. 
A miniatúrák nem mindig igazodnak a hasábszélességhez, s olykor a szövegbe sincsenek betördelve. Erre példa a Képes krónika négy lapalji, kerek miniatúrája (ff. 41r, 42r, 43r). 
Az elsősorban a késő középkorra jellemző lapszéldíszek akár a lap mind a négy szélén előfordulhatnak, sőt olykor a szöveghasábok között is. A lapszélornamensekben gyakran megtalálhatóak a megrendelő emblémái. Testvérkódexek párdarabjai olykor szinte csak a címerekben különböznek egymástól. 
A kéziratokban található, képekkel díszített iniciálékat festett iniciáléknak nevezik, melyek először a VIII. században tűntek fel a Brit Szigetek insuláris művészetében. 
A román korban a betűtestet vagy emberi alakok, vagy növényi indák alkották, amelyek állati testben folytatódnak, a gótikában az iniciálé betűteste már egész jeleneteket ölelt körül.

## Iniciálék elhelyezkedése
Az iniciálék többféleképpen is igazodhatnak a szöveghez. Íme a leggyakoribb megoldások.
- Az iniciálé elhelyezkedhet a szöveg első sorával megegyező alapvonalon, a szöveggel megegyező margó mellett:

Wikipédia: egy többnyelvű, nyílt tartalmú, közösség által fejlesztett webes lexikon. Lorem ipsum dolor sit amet, consectetur adipisicing elit, sed do eiusmod tempor incididunt ut labore et dolore magna aliqua. Ut enim ad minim veniam, quis nostrud exercitation ullamco laboris nisi ut aliquip ex ea commodo consequat. Duis aute irure dolor in reprehenderit in voluptate velit esse cillum dolore eu fugiat nulla pariatur. Excepteur sint occaecat cupidatat non proident, sunt in culpa qui officia deserunt mollit anim id est laborum.
- Lehet az iniciálé a bal margónál, a szöveg pedig bekezdéssel:

| W | ikipédia: egy többnyelvű, nyílt tartalmú, közösség által fejlesztett webes lexikon. Lorem ipsum dolor sit amet, consectetur adipisicing elit, sed do eiusmod tempor incididunt ut labore et dolore magna aliqua. Ut enim ad minim veniam, quis nostrud exercitation ullamco laboris nisi ut aliquip ex ea commodo consequat. Duis aute irure dolor in reprehenderit in voluptate velit esse cillum dolore eu fugiat nulla pariatur. Excepteur sint occaecat cupidatat non proident, sunt in culpa qui officia deserunt mollit anim id est laborum. |

- Állhat az iniciálé a margó mellett úgy, hogy nagyobb betűmagassága miatt néhány soron keresztül belóg a paragrafusba, a szöveget jobbra tolva:

Wikipédia: egy többnyelvű, nyílt tartalmú, közösség által fejlesztett webes lexikon. Lorem ipsum dolor sit amet, consectetur adipisicing elit, sed do eiusmod tempor incididunt ut labore et dolore magna aliqua. Ut enim ad minim veniam, quis nostrud exercitation ullamco laboris nisi ut aliquip ex ea commodo consequat. Duis aute irure dolor in reprehenderit in voluptate velit esse cillum dolore eu fugiat nulla pariatur. Excepteur sint occaecat cupidatat non proident, sunt in culpa qui officia deserunt mollit anim id est laborum.

## Galéria

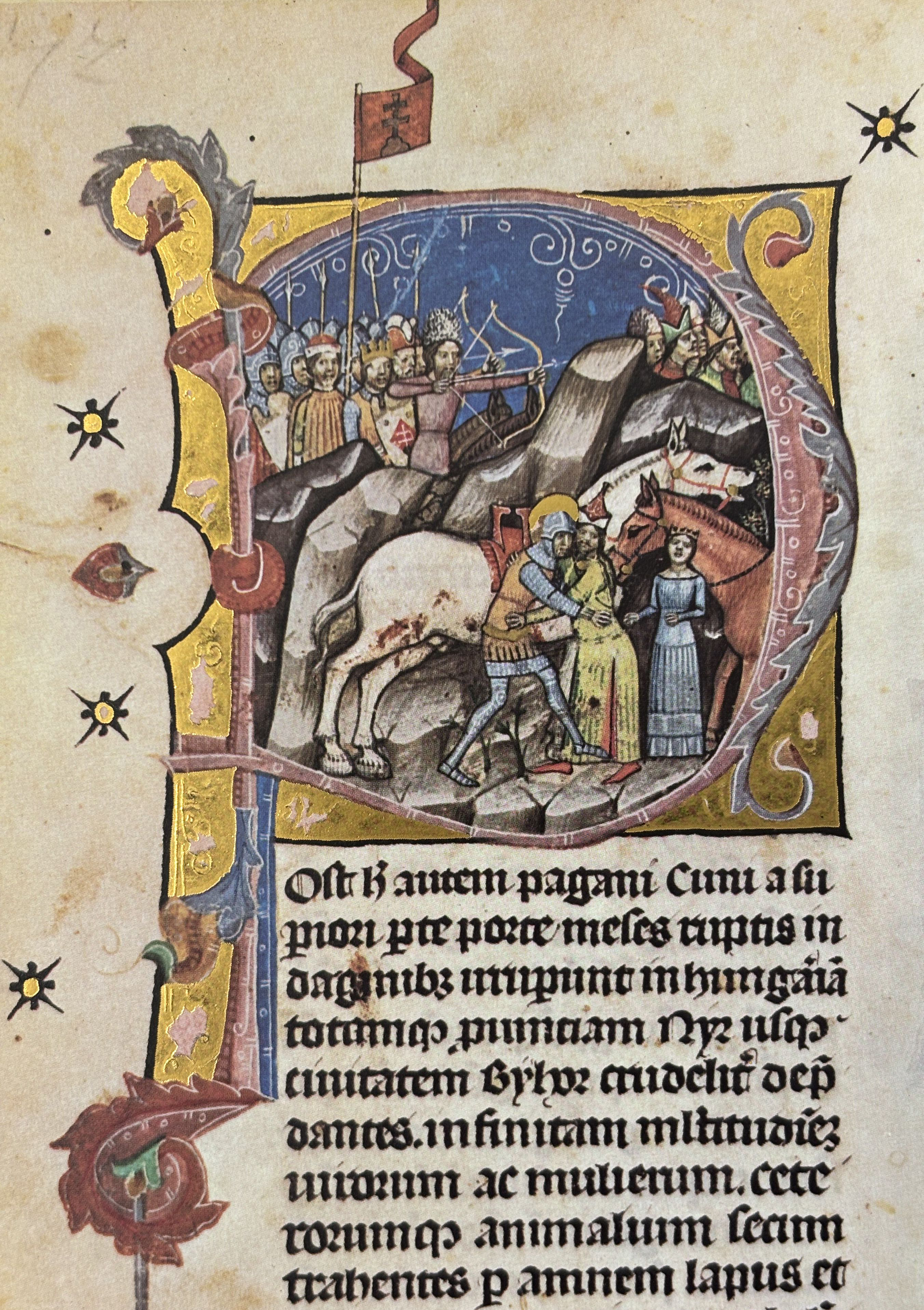
Szent László harca a kun vitézzel, a Képes krónika P iniciáléja
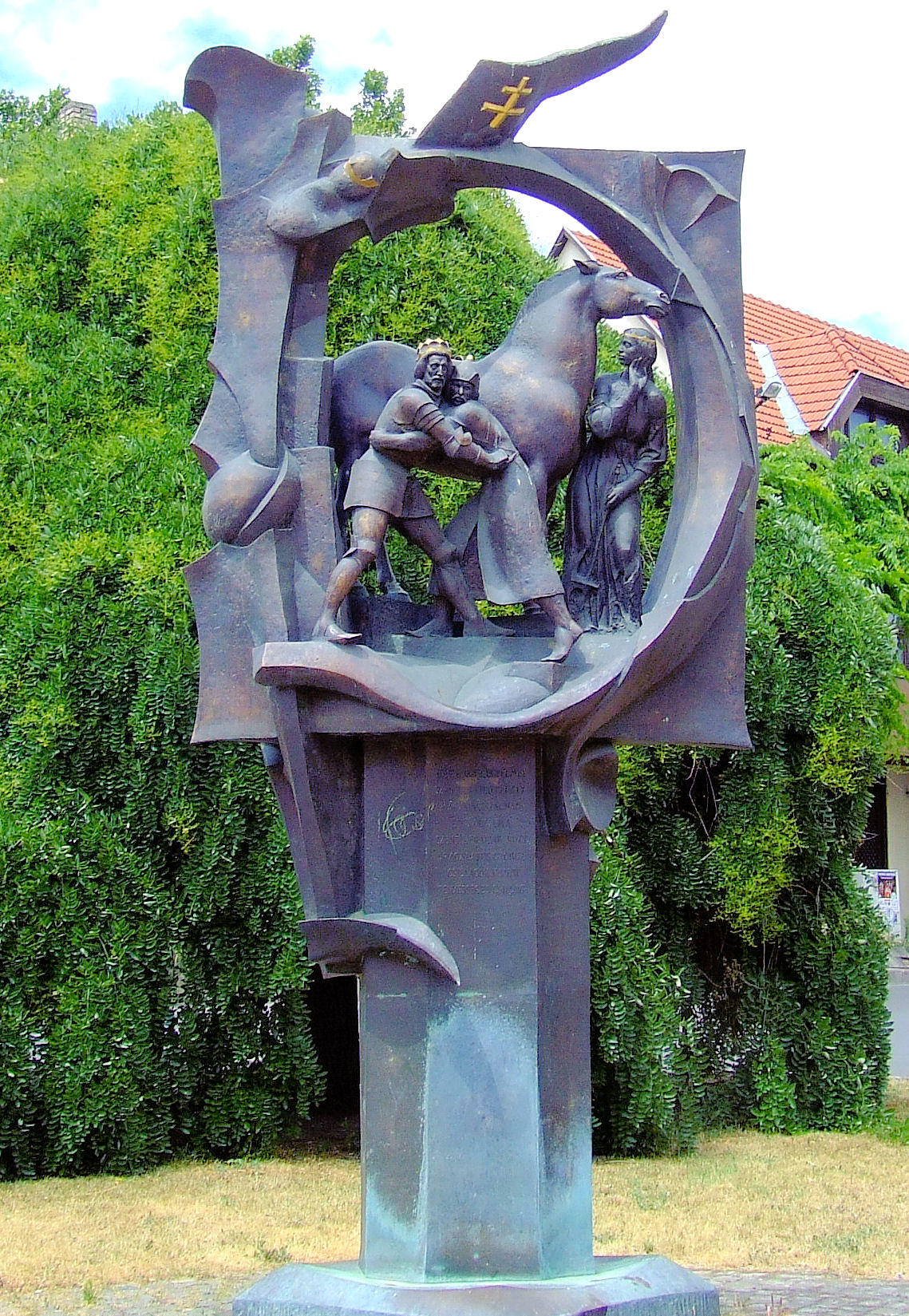
Szent László szobra Szekszárdon. A kompozíció a Képes Krónika P iniciáléjának alapján készült
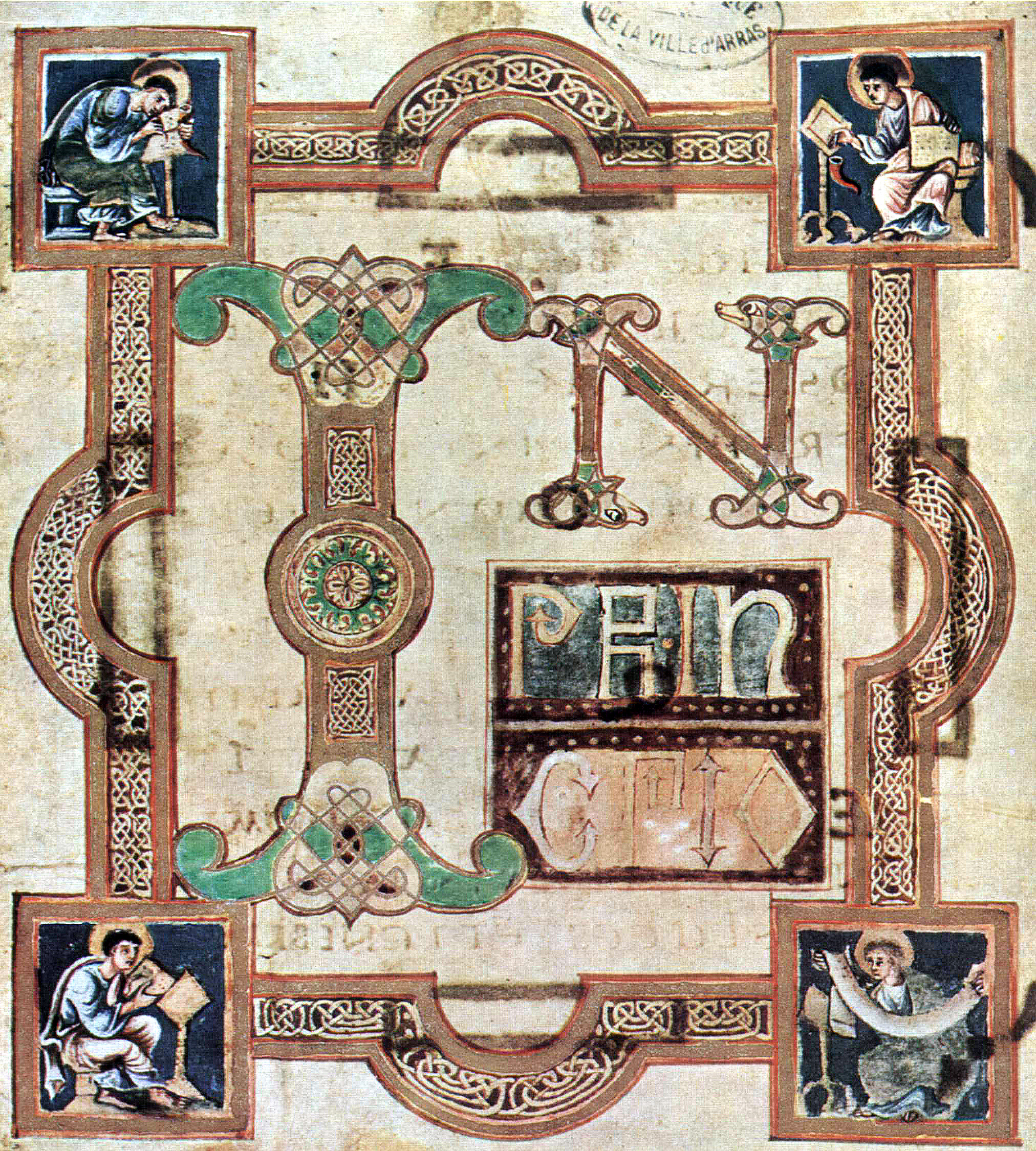
In principio János Evangéliumának elejéről a IX. századból
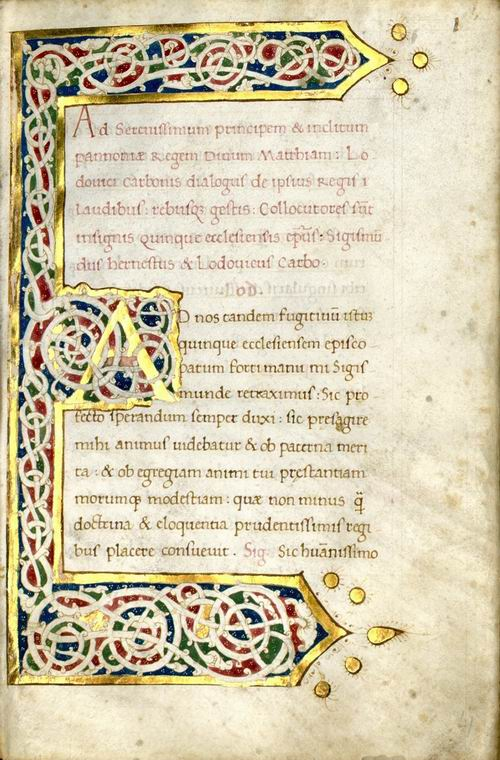
Egy oldal Lodovicus Carbo olasz humanista nyolcvan oldal terjedelmű, antikva rotunda betűkkel készült pergamenkódexéből, ami Mátyás király dicső tetteiről szóló dialógust tartalmazza. (1473-1475)
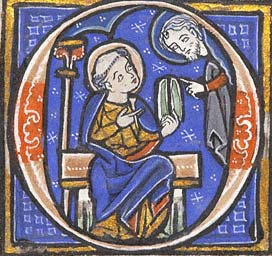
Festett, aranyozott iniciálé

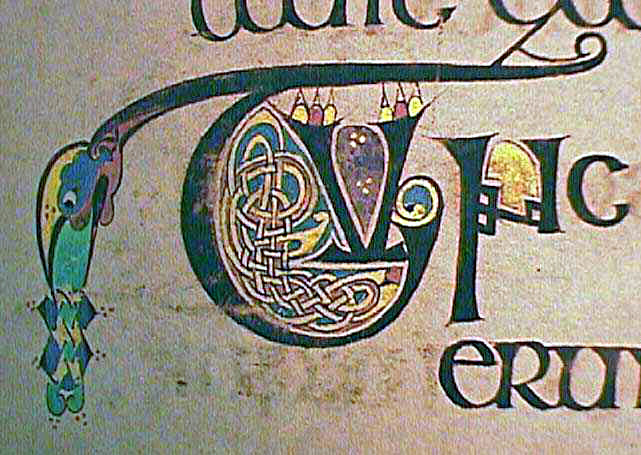
Egy a több mint ezer kicsi díszített iniciálé közül, melyek a Book of Kells kódexben találhatóak
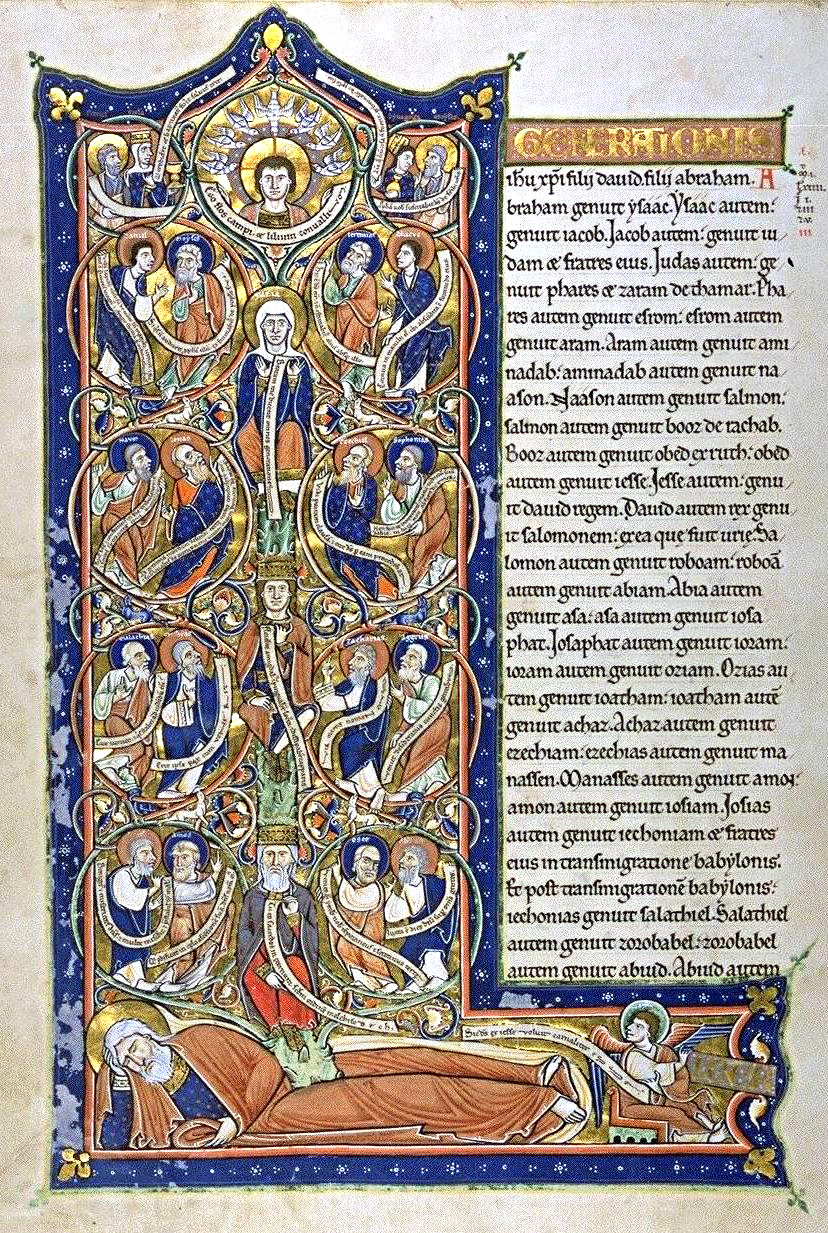
Nagy L iniciálé a Romanesque Bible kéziratából
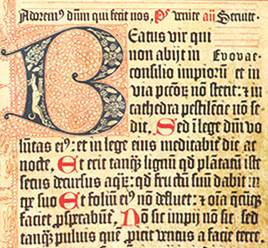
Mainz Psalter, Johannes Gutenberg 1457-es nyomtatásában. A fő iniciálé és a keret fanyomatú, a kisebb piros iniciálék és a többi betű pedig mozgatható ólom sablon.
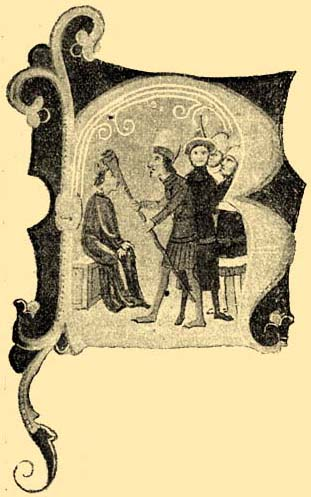
Lehel vezér